# كالمان ناغي
كالمان ناغي (بالمجرية: Nagy Kálmán)‏ هو سياسي مجري، ولد في 27 أغسطس 1946 في المجر. حزبياً، نشط في فيدس – الاتحاد المدني المجري. وقد انتخب عضو الجمعية الوطنية المجرية.